# Шлесерс, Айнарс
А́йнарс Шле́серс (латыш. Ainārs Šlesers; род. 22 января 1970, Рига) — латвийский предприниматель, политический и государственный деятель. Председатель партии ЛПП/ЛЦ (2007—2011), основатель и лидер партии «Латвия на первом месте» с 2021 года. Министр транспорта Латвии (2004—2009), министр экономики (ноябрь 1998 — апрель 1999), товарищ (заместитель) президента министров Латвии (вице-премьер) (2002—2004). Депутат 7, 8, 9 и 10-го Сеймов Латвии. В 2009—2010 годах — заместитель председателя Рижской думы (вице-мэр Риги).

## Биография
Родился в Риге и провёл детство в рабочем районе Кенгарагс. Он был сыном Роберта Лещинского (1938—1987) и его супруги Моники Мейкшане. Семья Айнара не была благополучной, поэтому мальчику приходилось стоять за себя самостоятельно. Он активно занимался спортом, особенно восточными единоборствами. В юношеском возрасте стал прихожанином евангелически-лютеранской церкви Густава-Адольфа в Межапарке, где тогда работали профессор Роберт Фелдманис и пастор Эрик Екабсонс. По руководством Эрика Айнар продолжил также заниматься карате. Когда Айнару было 17 лет, его отец покончил жизнь самоубийством, находясь в психиатрической больнице.
Окончил 25-ю Рижскую среднюю школу. Учился в Рижском государственном индустриальном техникуме (1986—1989), когда случайно увидел объявление о наборе на учёбу в Норвегии, в Бергене. Прошёл отбор и в 1990 году отправился на учёбу в Норвежскую христианскую народную школу в группе из 18 латвийских молодых людей по программе правительства.
В Норвегии ему пришлось сразу изучать два языка — норвежский и английский, на обоих он начал говорить через 3 месяца.
В 1992 году Шлесерс создал в Норвегии при посольстве Латвии и при поддержке предпринимателя Виестура Козиолса совместное предприятие «Латвийский информационно-торговый центр» («Latvijas informācijas un tirdzniecības centrs») и приобрёл бизнес-партнёров, с которыми в середине 1990-х годов начал торговую экспансию в Латвии с Франком Варнером.
Предприятиям с иностранным капиталом в размере не менее 100 тыс. долларов по закону Латвийской республики полагалось освобождение от подоходного налога, однако таких денег у Шлесерса не было, а Варнер не хотел рисковать. Тогда Шлесерс договорился с латвийским банком о займе, который целиком был вложен в уставной капитал, из которого молодой латвийский предприниматель 50 % передал в долг Варнеру. Так было зарегистрировано в 1994 году СП «Varner Baltija» — дочернее предприятие норвежского концерна Varner Oglӓnd.
В 1995 году СП открыло первый магазин Dressmann в Риге, где Айнарс первоначально был на всех ролях — и директором, и грузчиком, и бухгалтером. Это был магазин качественной мужской одежды по доступным ценам: так, минимальная цена мужского пиджака составляла 29 латов, а спрос был таким, что выручка магазина в первый день составила 35 тысяч. Изначально была поставлена цель сделать эту марку сетевой и довести количество магазинов до 10.
Генеральный директор ООО «Varner Hakon Invest» (1996—1998), ООО «Rimi Baltija» (1996—1997) и ООО «Varner Baltija» (1994—1998). Председатель правления — президент АО Универсальный магазин «Centrs» (1995—1996, 1996—1998). Президент ООО «Skandi» (1993—1996) и латвийско-норвежского СП «Латвийский информационно-торговый центр» (в Норвегии, 1992—1996).
Уже в 1997 году он был включён в список миллионеров Латвии, к 2005 году ему принадлежали доли капитала (от 20 % до 100 %) в 8 предприятиях.
C 1999 по 2002 год Шлесерс учился в Латвийской христианской академии, но курса не окончил.

## Политическая деятельность

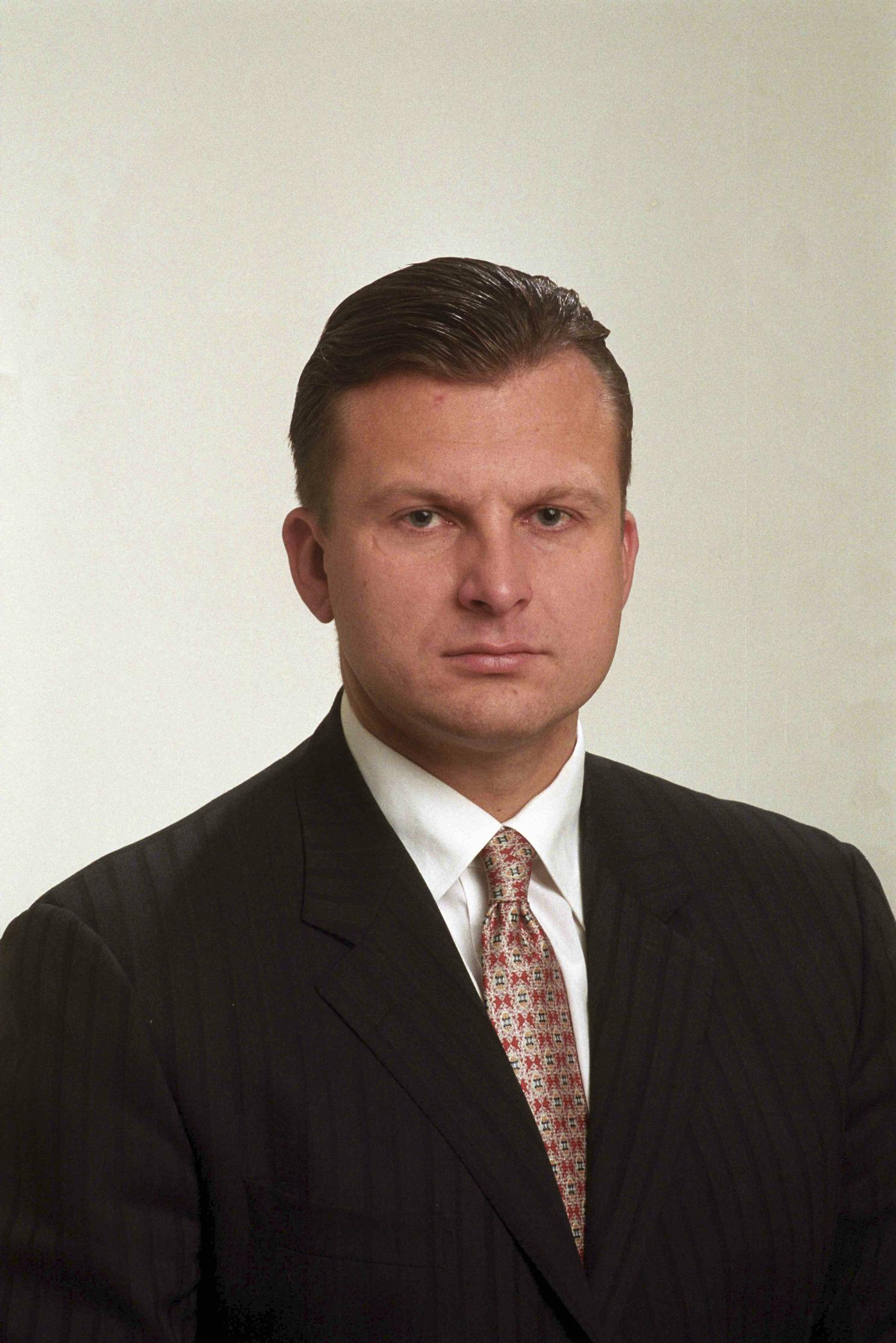
Айнарс Шлесерс в 2010 году

Успехов в предпринимательстве Шлесерсу было мало: он понимал, что для крупного бизнеса необходимо политическое лобби. В 1998 году он начал политическую карьеру и был впервые избран в 7-й Сейм по списку созданной с его участием Новой партии (Jaunā partija).
С 26 ноября 1998 по 10 мая 1999 года был министром экономики в правительстве Вилиса Криштопанса.
В 1999 году по просьбе премьера сложил полномочия министра и вернулся в Сейм.
В 2000 году «Новая партия» раскололась, и её создатель Шлесерс был из неё исключён.
В 2001 году он создал Новую христианскую партию, которая участвовала в выборах в Рижскую думу, однако не преодолела 5-процентный барьер.
Однако уже в 2002 году христиански-либеральная Латвийская Первая партия прошла в 8-й Сейм, а Шлесерс как избранный депутат стал заместителем премьер-министра в правительстве Эйнара Репше.
В 2004 году по просьбе премьера ушёл в отставку и вернулся в Сейм, однако после падения правительства Репше получил пост заместителя премьера в кабинете Индулиса Эмсиса, исполняя также обязанности министра сообщения, став самым молодым министром в кабинете.
А.Шлесерс остался министром сообщения и в правительстве Айгара Калвитиса, однако подал в отставку в связи с так называемым Юрмалгейтом, в котором Шлесерс был одной из центральных фигур, где проходил по делу о подкупе депутата Юрмальской думы с целью положительного для «заказчиков» голосования по кандидатуре мэра только как свидетель. 17 марта 2006 года он ушёл из министерства, возобновив мандат депутата парламента.
В октябре 2006 года Шлесерс был избран в 9-й Сейм, вернувшись во второе правительство А.Калвитиса как министр сообщения.
В 2007 году объединились руководимая Шлесерсом Первая партия и одна из старейших политических сил страны — Латвийский путь («Latvijas Ceļš»), а Шлесерс стал сопредседателем объединения ЛПП/ЛП. После отставки А.Калвитиса Шлесерс сохранил пост министра сообщения в новом правительстве под руководством одного из лидеров ЛПП/ЛП Ивара Годманиса. Он позитивно высказывался о предоставлении избирательного права на муниципальных выборах негражданам Латвии.
После падения правительства Годманиса Шлесерс вернулся в Сейм. «Проблемы Латвии решают за пределами страны, а Кабинет министров превратился в команду послушных, забитых счетоводов, которым важно не то, как живёт народ, а то, чтобы в отчёте „наверх“ цифры сходились», — говорил он о пришедшем к власти правительстве Валдиса Домбровскиса. Он решил действовать на местном уровне и начал готовиться к муниципальным выборам 2009 года, на которых стартовал как лидер ЛПП/ЛП. На выборах в Рижскую думу партия получила второй результат после «Согласия» (соответственно 12 и 26 мест, 36521 и 82847 голосов из общего количества 238 142). Шлесерс стал одним из самых популярных кандидатов выборов — «плюсы» ему поставили 27801 избирателей, проголосовавших за партию. В думе Шлесерс поддержал кандидатуру Нила Ушакова на пост мэра Риги, что позволило создать стойкую коалицию с партией «Центр согласия». Сам Шлесерс стал вице-мэром.
Несмотря на достигнутый успех, 14 ноября 2009 года на конгрессе ЛПП/ЛП, где Шлесерс был избран председателем объединения, он заявил о себе как лидере списка на выборах в 10-й Сейм и намерении свалить правительство Валдиса Домбровскиса и занять пост премьер-министра.
На этих выборах ЛПП/ЛП участвовала в объединении «За лучшую Латвию» со Шлесерсом как кандидатом в премьер-министры и символом предвыборной кампании, в которой его сравнивали с ракетой, бульдозером и другой мощной техникой. После этой кампании Шлесерса стали называть «бульдозером».
В октябре 2010 года Шлесерс избран в 10-й Сейм с убедительным результатом по Рижскому округу, однако довольно слабыми достижениями по остальным, невзирая на мощное финансирование кампании. Объединение получило всего 8 мандатов из 100 и не могло играть заметную роль в правительстве.
26 мая 2011 года Сейм отказал в разрешении на обыск в особняке Шлесерса, запрошенном прокуратурой. Это стало одним из поводов для роспуска парламента решением президента Валдиса Затлерса и объявления внеочередных выборов под лозунгом «борьбы с олигархами», к которым причисляли и Шлесерса.
В 2011 году на внеочередных выборах в 11-й Сейм Шлесерс двигал свою «Партию реформ ЛПП/ЛП», однако неудачно: она не преодолела 5-процентный барьер и не попала в парламент. 1 декабря 2011 года конгресс партии принял решение о её ликвидации.
В декабре 2013 года Шлесерс вернулся в политику в рядах партии «Едины для Латвии» («Vienoti Latvijai») и стал затем её председателем.
7 марта 2012 года создал транспортную компанию Euro Rail Trans совместно с «РЖД Логистика». Как частный оператор железнодорожных грузоперевозок эта компания заявила о намерении конкурировать за обслуживание калининградского коридора с литовской государственной компанией Lietuvos Geležinkeliai и судиться с ней, если не получит такого разрешения. Шлесерс старался сохранить транзитные грузы для Латвии, используя для переговоров личное знакомство с бывшим министром транспорта Игорем Левитиным и ресурс международной дискуссионной площадки Балтийского форума.
В июне 2021 года, после десятилетнего перерыва, Шлесерс объявил, что намерен вернуться в политику и баллотироваться на выборах 2022 года в правительство от новой партии, которую сам создаст.1 июля вместе с общественными активистами и единомышленниками он основал общество «Латвия на первом месте». Одним из положений его политической программы является проект по привлечению в экономику Латвии инвестиций в размере 10 миллиардов евро.

## Вклад в развитие Латвии

### Частное предпринимательство
В качестве руководителя предприятий «Varner Baltija», а затем «Varner Hakon Invest» (1996—1998) Шлесерс развивал в Риге торговые центры.
В 1995 году «Varner Baltija» за 265 тысяч латов взяло в аренду Рижский центральный универмаг. Стоимость здания была оценена аудиторской компанией PriceWaterhouse в 1 млн латов, что составило 90 % стоимости акций предприятия. Вложив дополнительно свыше 100 тысяч долларов в разработку проекта реконструкции, латвийско-норвежское СП столкнулось с противодействием государственных уполномоченных акционерного общества, которые проголосовали за возвращение универмагу статуса армейского магазина. Это вызвало смятение в правительстве: министр иностранных дел Валдис Биркавс заявил, что такие действия «разрушают отношения с богатой западной страной в то время, как мы с пеной у рта разрушаем отношения с Россией». Премьер-министр Андрис Шкеле подтвердил, что решение уполномоченных не отвечает курсу правительства. Договор с «Varner Baltija» был под угрозой расторжения, однако в конце концов сделка по приватизации состоялась, была проведена реконструкцию здания, во что СП Шлесерса вложило 20 млн латов. Шлесерс стал директором АО Универсальный магазин «Centrs» и руководил реконструкцией магазина и его запуском в эксплуатацию. После реконструкции галерея «Centrs» была признана лучшим отремонтированным торговым центром в Старом городе.
Торговый центр Alfa «Varner Baltija» на площадке главного корпуса бывшего производственного объединения «Альфа» начал в 1996 году. Шлесерс предложил создать самый крупный торгово-развлекательный комплекс в Риге. Эксперты Франка Варнера отнеслись к этой идее скептически, однако Шлесерс смог убедить партнёра. Торговый центр открылся в июне 2001 года и в настоящий момент является крупнейшим в Риге.
Торговый центр Mols был открыт в 1998 году после достройки здания Eiropas Centrs и стал первым современным магазином в Риге.
В 1996 году «Varner Baltija» приобрёл закрытый супермаркет «Доле», в котором был открыт первый сетевой продовольственный магазин Rimi и магазины на 2-м и 3-м этажах.
В 1996 году был приобретён и супермаркет «Минск» в Пурвциемсе, реконструированный в гипермаркет Rimi.
В 1996-97 годах Шлесерс руководил также ООО «Rimi Baltija» (1996—1997), которое с его помощью начало экспансию на балтийском рынке.

### Отрасль сообщения
В 2004 году Шлесерс как министр сообщения выдвинул члена своей партии Угиса Магониса в совет Латвийской железной дороги (Latvijas Dzelzceļš, LDz), а в 2005 году — на должность президента этого крупнейшего государственного предприятия. Совместными усилиями они смогли сохранить LDz как единый государственный концерн.
Он также инициировал проект модернизации подвижного состава пригородных поездов, произведённой на восстановившем свою работу Рижском вагоностроительном заводе. Он поддержал инициативу Латвийского профсоюза железнодорожников и отрасли сообщений о повышении зарплаты работников железной дороги, которая в его бытность министром превысила 1000 евро, что вдвое превышало среднюю зарплату по стране. Была начата разработка конкурса для закупки новых электричек, но после ухода Шлесерса этот конкурс в течение 10 лет так и не завершился результатом. РВЗ был оттеснён от участия в этом крупном государственном заказе (свыше 200 млн евро) и был признан неплатёжеспособным в 2017 году.
Шлесерс был инициатором развития авиационной отрасли Латвии и аэропорта «Рига» как регионального хаба для транзитных пассажирских перевозок. Он привлёк в аэропорт авиаперевозчиков-лоукостеров, которые сделали авиаперелёты доступными широким массам. Бурно развивалась национальная авиакомпания airBaltic, увеличив свою маршрутную сеть до более чем 80 пунктов. Была проведена масштабная реконструкция аэропорта с расчётом на приём 5-8 млн пассажиров в год, что означало 5-кратный рост по сравнению с точкой отсчёта в 2004 году.
17 октября 2008 года по инициативе Шлесерса закончены работы по удлинению взлётно-посадочной полосы аэропорта «Рига» на 650 метров — до 3,2 км, после чего аэропорт смог принимать практически все типы самолётов (полоса сдана в эксплуатацию 30 октября). Реализация этого проекта обошлась в 16,51 млн латов (23,58 млн евро). В 2009 году аэропорт «Рига» впервые попал в рейтинг «Топ-100» аэропортов мира по количеству обслуженных пассажиров на международных рейсах в течение недели, прирост пассажиропотока Рижского аэропорта составил 10,2 %. В течение последних лет государственное акционерное общество «Международный аэропорт Рига» стало одним из наиболее быстро развивающихся аэропортов в Европе: в 2016 году он обслужил 5,4 млн пассажиров, в 2018 — 7,06 млн, в 2019 — 7,8 млн пассажиров.

### Развитие Риги
В 2009 году Шлесерс поддержал кандидатуру лидера «Центра согласия» Нила Ушакова на пост мэра, что позволило создать стойкую коалицию из 38 депутатов (в думе 60 мест), которая впоследствии продержалась у власти 11 лет, формируя уже общий список. На посту вице-мэра Шлесерс инициировал создание Рижского агентства по развитию туризма и бренда Live Riga, ориентированного на привлечение туристов и транзитных пассажиров в аэропорт «Рига» и авиакомпанию airBaltic. Авиакомпания, а также Рижская дума, Латвийская ассоциация гостиниц и ресторанов (LVRA) и Латвийская ассоциация турагентов (ALTA) вошли в число учредителей бренда. Его целью было увеличить удельный вес туристической отрасли в ВВП на 15-20 % в год, что позволяло на каждый миллион привлечённых туристов создать 10 тыс. новых рабочих мест и увеличить экспорт услуг. Рижская дума выделила на развитие туристического потенциала столицы 1 млн. латов. Эта идея позволила туристическому бизнесу сделать антикризисный рывок: в сентябре 2010 года (спустя год работы агентства и бренда) число обслуженных аэропортом и авиакомпанией пассажиров  выросло на 17 и более процентов. К 2018 году Ригу  посетило 3,5 млн иностранных туристов.
Как председатель правления Рижского свободного порта Шлесерс способствовал ряду амбициозных проектов: развитию новых портовых территорий на острове Криеву («Русский остров») и Кундзиньсале, созданию современного автоматизированного терминала перевалки удобрений «Уралхима» Riga Fertilizer terminal, углублению главного фарватера для приёма судов с осадкой до 13 м и дедвейтом свыше 100 тыс. тонн. Инициированная Шлесерсом программа развития позволила порту достичь рекордного показателя обработки грузов в 41 млн тонн, обогнав Клайпеду.

## Семья
В июле 1992 года встретил свою будущую жену Инесе, приехавшую в Ригу навестить маму из США, где перед девушкой открывалась карьера модели. Вскоре Айнарс сделал ей предложение. В ноябре того же года они заключили брак и переехали в Норвегию. Через год родился у них первенец, и пара вернулась в Латвию.
Инесе — обладательница титула «Mis Latvija» 1993 года, в конкурсе «Миссис Мир» 1999 года она заняла второе место.
Семья придерживается христианских ценностей, в ней пятеро детей — четыре сына (Эдвард, Ричард, Герхард-Даниэль и Марк-Леонард) и дочь Элизабет.
Инесе избиралась депутатом Сейма нескольких созывов: 8-го, 9-го, 10-го.

## Смена фамилии
В выборную кампанию 10-го Сейма в сентябре 2010 года на пресс-конференции Шлесерс рассказал о домашней трагедии с отцом (убийство медсестры и направление на принудительное психиатрическое лечение), которую он пережил, когда ему было два года (1972 год). Это объясняет, почему после свадьбы он принял фамилию супруги Шлесерс вместо Лещинский по отцу.

## Награды
- Орден князя Ярослава Мудрого III степени (25 июня 2008 года, Украина) — за весомый личный вклад в развитие украинско-латвийского сотрудничества[31].
- Великий офицер ордена Инфанта дона Энрике (12 августа 2003 года, Португалия)[32].